# Haier
Haier (forenklet kinesisk: 海尔; traditionelt kinesisk: 海爾; pinyin: Hǎiěr) (HKEX: 1169, SSE: 600690) er en kinesisk producent af hvidevarer og elektronik. Selskabet blev grundlagt i 1984 og var i 2004 verdens tredje største producent. Det har hovedkontor i Qingdao i provinsen Shandong. Haier er sammen med Lenovo kendt for at være de første kinesiske mærkevareselskaber, som har slået igennem internationalt.